# 羅文基
羅文基（1965年5月26日—），台灣角力運動員。曾參加1984年夏季奥林匹克运动会男子52公斤級自由式摔角比賽。1988年參加全國中正杯角力錦標賽，獲自由式四級冠軍。